# Kalonümosz ben Kalonümosz
Kalonümosz ben Kalonümosz (héberül: קלונימוס בן קלונימוס), (Arles, 1286 – Róma?, 1328 után) középkori itáliai zsidó költő.
A provencei Arles-ból származott, és 1321 körül ment Rómába. Itt művelt filozófusként tartották számon. Több művet fordított latin nyelvre Róbert nápolyi király számára, de készített héber nyelvű fordításokat is – például az arab ún. Tiszta testvérek enciklopédiájának egy részéről, amely az állatok és az emberek elképzelt párbeszédét tartalmazza (Iggéret Báále Chájjim). Jelentős műve a Eben Bóchan ('Próbakő') című 1322/1323-ban írt kortörténeti szatírája. Az egyoldalú Talmudtudományt kritizálta a pészahi haláchákat travesztáló Maszechet púrimban ('Púrim traktátus').

## Magyar nyelvű fordítások
Kalonümosz ben Kalonümosz teljes életműve mindezideig nem rendelkezik magyar nyelvű fordítással. Kisebb szemelvények jelentek meg műveiből:
- Patai József: Héber költők I–V., műfordítások, Izraelita Magyar Irodalmi Társaság, Budapest, 1910–1912
(Új kiadás → Patai Józsefː Héber költők – A középső kapu (Nemzeti könyvtár sorozatː Magyar ritkaságok rovat, 49. mű, Köves Slomó EMIH vezető rabbi ajánlásával), Magyar Közlöny Lap- és Könyvkiadó, Budapest, 2015, ISBN 978-615-5269-73-8, 107–109. o.)
- Scheiber Sándor: A feliratoktól a felvilágosodásig – Kétezer év zsidó irodalma (Zsidó irodalomtörténeti olvasmányok), Múlt és Jövő Lap- és Könyvkiadó, Budapest, 1997, ISBN 963 85697 4 3, 233–235. o.